# Militaire begraafplaats in Breuna
De militaire begraafplaats in Breuna is een militaire begraafplaats in Hessen, Duitsland. Op de begraafplaats liggen omgekomen Duitse, Poolse en Russische militairen uit de Tweede Wereldoorlog.

## Begraafplaats
De begraafplaats is opgedeeld in tweeën: een Duits deel en een Pools/Russisch deel. De begraafplaats werd in april 1945 door de Amerikanen aangelegd om slachtoffers uit Nordhessen en Thüringen te begraven. In totaal liggen er 490 Duitse en 139 Pools/Russische militairen begraven.